# Bruingerand viltvliesje
Het bruingerand viltvliesje (Tomentellopsis zygodesmoides) is schimmel behorend tot de familie Thelephoraceae. Het leeft saprotroof en/of mycorrhizavormen en vruchtlichamen komen voornamelijk voor op strooisel en hout van naaldbomen.

## Verspreiding
In Nederland komt het bruingerand viltvliesje uiterst zeldzaam voor. Het staat niet op de rode lijst en is niet bedreigd.